# Scopula compensata
Scopula compensata är en fjärilsart som beskrevs av Walker 1861. Scopula compensata ingår i släktet Scopula och familjen mätare. Inga underarter finns listade.